# حمله انتحاری اسفند ۱۳۹۶ کابل
حمله انتحاری مارس ۲۰۱۸ کابل حمله انتحاری بود که روز ۱۸ حوت/اسفند ۱۳۹۶ در مراسمی که به بزرگداشت عبدالعلی مزاری در مصلی مزاری واقع در دشت برچی کابل که مردم عادی و چهره‌های سیاسی در این مراسم حضور داشتند، رخ داد. در این حمله ۹ تن کشته و ۱۸ تن زخمی شدند و بیشتر قربانیان از مردمان هزاره بودند که در این مراسم اشتراک یافته بودند.

## جزئیات
حمله انتحاری حوالی ساعت ۱۱ و نیم روز ۱۸ حوت/اسفند ۱۳۹۶ در دروازه مصلی مزاری واقع در دشت برچی کابل رخ داد. این حمله انتحاری زمانی بوقوع پیوست که مهاجم پس از شناسایی توسط نیروهای امنیتی خود را در دروازه مصلی منفجر کرد. وی هدف داشت با نفوذ به محل مراسمی که بسیاری از مردم و چهره‌های سیاسی همچون محمد محقق، احمد ضیاء مسعود و صبغت‌الله مجددی که به بزرگداشت عبدالعلی مزاری برگزار شده بود، خود را منفجر کند.

## واکنش‌ها
- ریاست جمهوری افغانستان با انتشار اعلامیه‌ای این حمله را نکوهش کرده و آماج قرار دادن مردم و تجمعات آنان را جنایت ضد بشری خواند و عاملین آن را مستحق شدیدترین مجازات دانست.[۵]

## مسئولیت
داعش مسئولیت این حمله را بر عهده گرفته‌است.